# Dirce Migliaccio
Dirce Migliaccio (São Paulo, 30 de setembro de 1933 – Rio de Janeiro, 22 de setembro de 2009) foi uma atriz brasileira.
Ganhou fama por ter interpretado a primeira Emília do Sítio do Pica-pau Amarelo, em 1977, a Judiceia Cajazeira das "Irmãs Cajazeiras" de O Bem-Amado e Conceição, a mulher do Oscar de A Gata Comeu.
Dirce Migliaccio nasceu em São Paulo, no bairro do Brás, de uma família de dezessete irmãos, dentre eles o ator Flávio Migliaccio. Dirce estreou nos palcos em 1958, com a peça Eles não usam black-tie.
Dirce sofreu um AVC que debilitou sua saúde, após isso passou a viver no Retiro dos Artistas em Jacarepaguá. Hospitalizada, faleceu de problemas respiratórios e infecção urinária em Jacarepaguá, na Cidade do Rio de Janeiro, apenas 8 dias antes de seu 76º aniversário.

## Carreira

### Na televisão
| Ano       | Título                    | Personagem         | Notas                                         |
| --------- | ------------------------- | ------------------ | --------------------------------------------- |
| 1965      | Paixão de Outono          | Célia              |                                               |
| 1969      | Nino, o Italianinho       | Nena               |                                               |
| 1970      | Toninho on the Rocks      | Amália             |                                               |
| 1971      | A Fábrica                 | Maria              |                                               |
| 1971      | A Selvagem                | Lola               |                                               |
| 1973      | O Bem Amado               | Judiceia Cajazeira |                                               |
| 1973      | Caso Especial             | Cartomante         | Episódio: "O Silêncio e o Grito"              |
| 1975      | Pluft, o Fantasminha      | Pluft              |                                               |
| 1976      | Saramandaia               | Rosalice Moreira   |                                               |
| 1977      | Sítio do Picapau Amarelo  | Emília             |                                               |
| 1979      | Marron Glacê              | Dona Angelina      |                                               |
| 1980-1984 | O Bem Amado               | Judiceia Cajazeira |                                               |
| 1985      | A Gata Comeu              | Conceição          |                                               |
| 1987      | Expresso Brasil           | Judiceia Cajazeira |                                               |
| 1996      | Quem É Você               | Carolina           |                                               |
| 1996      | Sai de Baixo              | Irmã Imaculada     | Episódio: "Damas de Paus"                     |
| 1996      | Não Fuja da Raia          | —                  | Participação                                  |
| 1996      | A Comédia da Vida Privada | Papai Noel         | Episódio: "Parece que Foi Ontem"              |
| 1997      | A Comédia da Vida Privada | Vó Dirce           | Episódio: "O que você vai ser quando crescer" |
| 1997      | Renato Aragão Especial    | Velhinha           |                                               |
| 1998      | Você Decide               | —                  | 2 episódios                                   |
| 1998      | Malhação.com              | Lucrécia           |                                               |
| 1999      | Mulher                    | Dona Lola          | Episódio: "Mãe Menina"                        |
| 2001      | Brava Gente               | Dona Centenária    | 3 episódios                                   |
| 2001      | Malhação                  | Vó Ângela          |                                               |
| 2002      | Pastores da Noite         | Maria              |                                               |
| 2004      | Da Cor do Pecado          | Zazi               |                                               |
| 2004      | Sob Nova Direção          | Avó de Belinha     | Episódio: "Arigatô"                           |
| 2006      | Filhos do Carnaval        | Idalina            | Episódio: "Elefante: O Bicho Que Não Esquece" |
| 2008      | Casos e Acasos            | Avó                | Episódio: "O Beijo, a Foto e o Empréstimo"    |

### No cinema
| Ano  | Título                                | Papel           |
| ---- | ------------------------------------- | --------------- |
| 1962 | O Assalto ao Trem Pagador             | Mulher de Edgar |
| 1962 | Pluft, o Fantasminha                  | Pluft           |
| 1964 | Os Mendigos                           | [ 5 ]           |
| 1965 | Mitt hem ar Copacabana                |                 |
| 1966 | Cuidado, Espião Brasileiro em Ação    | Pepita          |
| 1975 | Guerra Conjugal                       | Laura           |
| 1975 | O Roubo das Calcinhas                 | Filó            |
| 1975 | O Caçador de Fantasma                 | Carla           |
| 1975 | Nem os Bruxos Escapam                 | Eunice          |
| 1976 | Padre Cícero: Os Milagres de Juazeiro | [ 8 ]           |
| 1986 | Baixo Gávea                           | Mãe de Clara    |
| 1998 | Simão, o Fantasma Trapalhão           | Sra. Dolsty     |
| 2000 | Célia e Rosita                        | Célia           |
| 2001 | Bufo & Spallanzani                    | Dona Bernarda   |
| 2007 | Sem Controle                          | Iolanda         |
| 2007 | Xuxa em Sonho de Menina               | Vózinha         |